# R-410A
R-410A, ki se prodaja pod blagovno znamko imen Puron, EcoFluor R410, Genetron R410A in AZ-20, je zeotropna zmes (vendar že skoraj azeotropna zmes) difluorometana (CH2F2, imenovanega R-32) in pentafluoroetana (CHF2CF3, imenovanega R-125), ki se uporablja kot hladilno sredstvo v klimatskih napravah.

## Učinki na okolje
Za razliko od mnogih alkil halidnih sredstev, ne prispeva k zmanjševanju ozonskega plašča in je zato vse bolj pogosto uporabljen kot hladilno sredstvo. Hladilna sredstva kot so R-22 so bila postopoma odpravljena, saj za razliko od R-410 tanjšajo ozonski plašč. Ima pa vseeno visok potencial globalnega segrevanja (1725-kratni učinek ogljikovega dioksida), podobno kot R-22.

## Zgodovina
R-410A je izumil in patentiral Allied Signal (sedaj Honeywell) leta 1991. Tudi drugi proizvajalci po svetu, so imeli licenco za proizvodnjo in prodajo R-410A, Honeywell pa je vseeno ostal in je še vedno vodilni na področju zmogljivosti in prodaje. R-410A je bil uspešno tržen v segmentu klimatskih naprav skupaj s prizadevanjem podjetij Carrier Corporation, Emerson Climate Technologies, Inc, Copeland Scroll Compressors (podružnica podjetja Emerson Electric Company) in Allied Signal. Carrier Corporation je bilo prvo podjetje, ki je predlagalo uvedbo R-410A v stanovanjske enote klimatskih naprav na trgu leta 1996 in sicer pod blagovno znamko Puron. 

## Razpoložljivost
R-410A je nadomestil R-22 kot prednostno hladilno sredstvo za uporabo v stanovanjskih in poslovnih klimatskih napravah na Japonskem, v evropi in Združenih Državah Amerike.
Za R-410A se uporabljajo posebej narejeni deli, saj R-410A deluje pod večjim tlakom , kot druga hladilna sredstva. Zato sistemi R-410A zahtevajo da se pri servisiranju uporabljajo drugačna orodja, oprema, varnostni standardi in tehnika. Ker se proizvajalci zavedajo teh sprememb, zahtevajo certifikat o profesionalni namestitvi naprave R-410A. V ta namen je bilo ustvarjeno podjetje AC&R Safety Coalition, za pomoč pri usposabljanju profesionalnih delavcev o sistemih R-410A.

## Postopna ukinitev R-22
V skladu s pogoji in dogovori doseženimi o Montrealskem protokolu (Monteralski protokol o snoveh, ki tanjšajo ozonski plašč), je agencija Združenih Držav za Zaščito in okolje dobila pooblastila, da je R-22 skupaj z drugimi klorofluoroogljikovodi (HCFC) postopno ukinila v Združenih Državah Amerike - in da v EU in ZDA deviški R-22 ne sme biti uporabljen za izdelavo novih klimatskih naprav ali podobnih enot od prvega januarja 2010. V ostalih državah in delih po svetu se posopna ukinitev spreminja od države do države. Danes vsi novi proizvodi okenskih enot klimatskih naprav v Zdrženih Državah ponujajo R-410A. Kot alternativo za okensko-vgrajene klima sisteme je uporabljen split sistem, kjer se prav tako kot hladilno sredstvo uporablja R-410A in se lahko namesti tako da je zunanjoa enota na zunanji steni, notranja na notranji steni, povezani pa sta skozi 3-palčno luknjo skozi steno.

## Fizične lastnosti[9]
| Lastnost                                                    | Vrednost              |
| ----------------------------------------------------------- | --------------------- |
| Formula                                                     | 50% CH2F2/50% CHF2CF3 |
| Molekularna teža (Da)                                       | 72.6                  |
| Tališče (°C)                                                | -155                  |
| Vrelišče (°C)                                               | -48.5                 |
| Gostota tekočine (30 °C), kg/m3                             | 1040                  |
| Parna gostota (30 °C), air=1.0                              | 3.0                   |
| Parni pritisk pri 21.1 °C (MPa)                             | 1.383                 |
| Kritična temperatura (°C)                                   | 72.8                  |
| Kritični pritisk, MPa                                       | 4.86                  |
| Plinska toplotna kapaciteta @ 1 atm, 30 °C (kJ/(kg·°C))     |                       |
| Tekočinska toplotna kapaciteta @ 1 atm, 30 °C, (kJ/(kg·°C)) | 1.8                   |